# Timezrit (Boumerdès)
Timezrit è un comune dell'Algeria, situato nella provincia di Boumerdès.